# Landkirche Lieberose

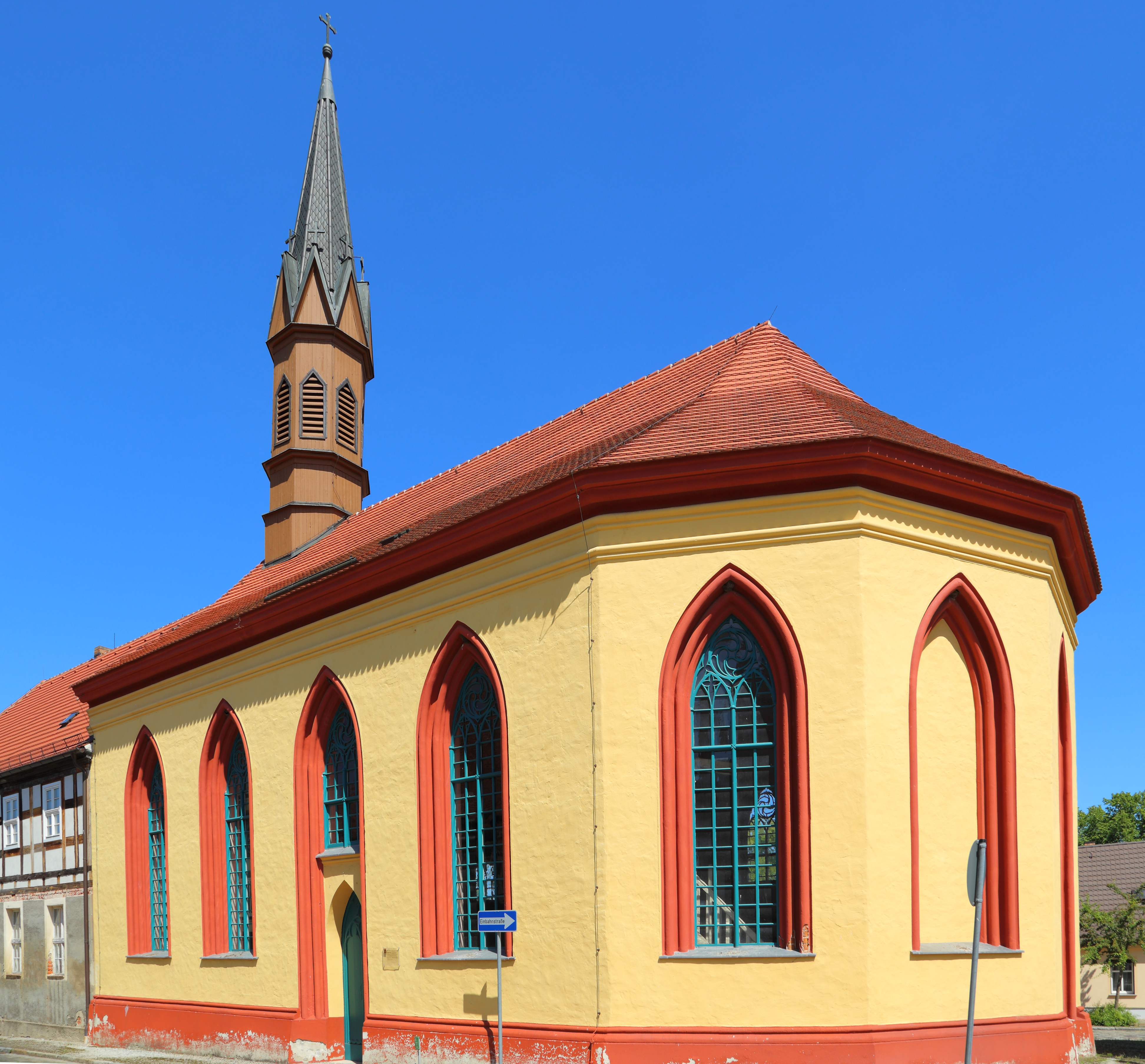
Landkirche Lieberose

Die evangelische Landkirche Lieberose ist eine neugotische Saalkirche in Lieberose, einer Stadt im Landkreis Dahme-Spreewald im Land Brandenburg. Die Kirchengemeinde gehört zum Kirchenkreis Oderland-Spree der Evangelischen Kirche Berlin-Brandenburg-schlesische Oberlausitz.

## Lage
Die Kirche steht im nordwestlichen Bereich des zentralen Marktplatzes, der von der Straße Markt umspannt wird. Östlich des Bauwerks befindet sich die Stadtkirche Lieberose. Das Bauwerk steht auf einem Grundstück, das nicht eingefriedet ist. Nach Westen hin schließt sich eine Wohnbebauung an.

## Geschichte
Das Dehio-Handbuch geht davon aus, dass auf dem Bauplatz seit der Reformation ein Sakralbau für die wendische Bevölkerung stand. Offen bleibt, ob die Saalkirche 1826 unter Einbeziehung dieses Baus oder auf dessen Fundamenten entstand. Während des Zweiten Weltkrieges wurde die Kirche im Gegensatz zur Stadtkirche nur in einem geringen Umfang beschädigt. In den Jahren 1948 bis 1950 erfolgten Umbauarbeiten, dabei wurden die Fenster im Chor vermauert. Von 1992 bis 1997 erfolgte eine grundlegende Restaurierung.

## Baubeschreibung

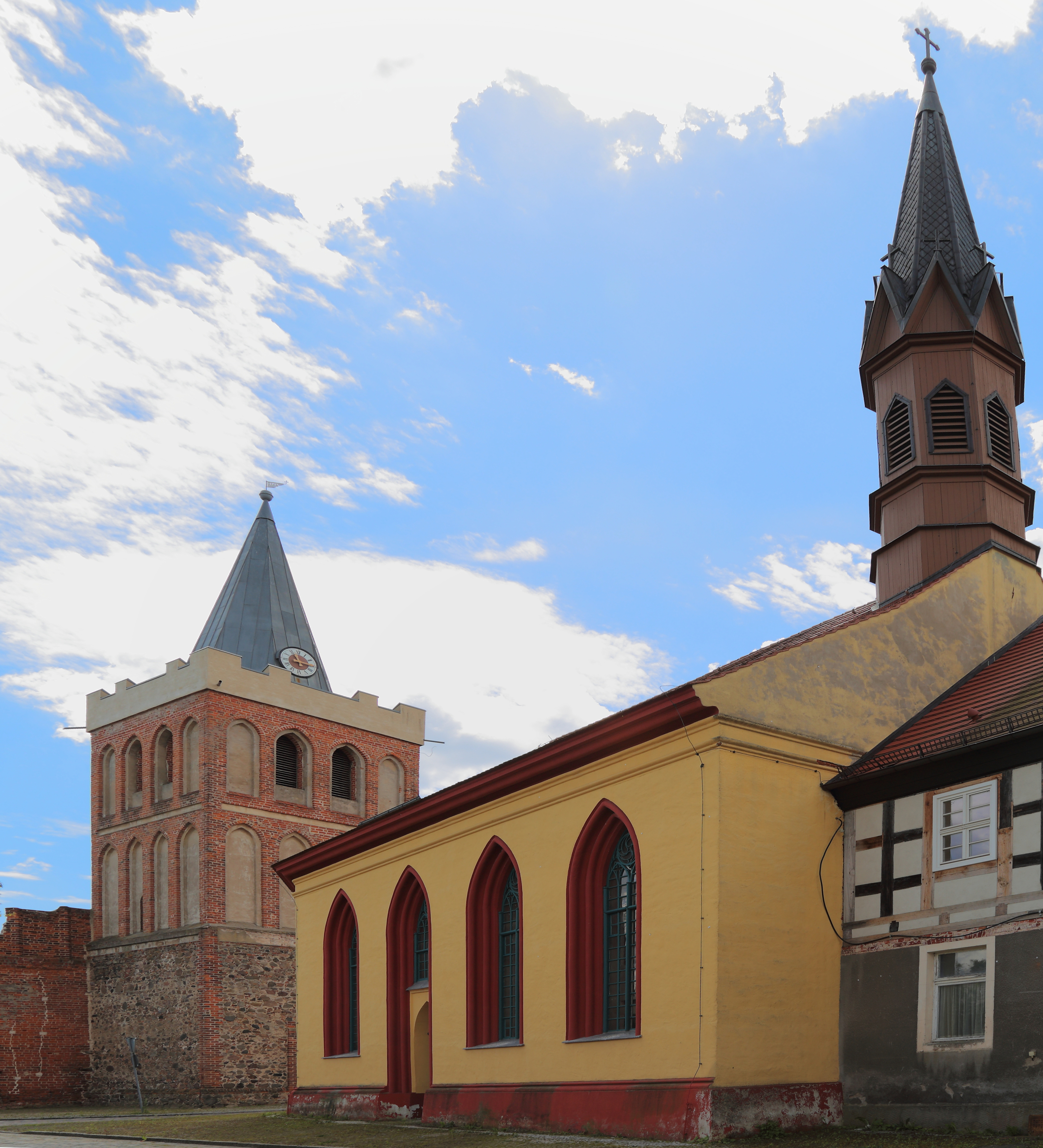
Ansicht von Nordwesten

Das Bauwerk wurde im Wesentlichen aus Mauersteinen errichtet, die anschließend verputzt und in einem ockerfarbenen Ton angestrichen wurden. Der Chor ist nicht eingezogen und hat einen Fünfachtelschluss. Alle Öffnungen wurden als Spitzbogenfenster mit profiliertem Gewände aus doppelten Rundstäben ausgeführt, die anschließend in einem rötlichen Ton bemalt wurden. Die drei dem Chorschluss zugeneigten Seiten sind jedoch vermauert; im Chorschluss ist eine ebenfalls zugesetzte, spitzbogenförmige Pforte.
Daran schließt sich nach Westen das Kirchenschiff an. Es hat einen rechteckigen Grundriss. An seiner Nordseite sind nach Osten hin ein, nach Westen hin zwei Spitzbogenfenster. Dazwischen ist ein ebenfalls spitzbogenförmiges Fenster, das unterhalb durch eine Pforte ergänzt wird. Die Südseite ist identisch aufgebaut.
Die Westwand ist geschlossen. Am Übergang zum schlichten Dach ist eine umlaufende Voute. Oberhalb erhebt sich im Westen der achteckige Turmhelm, Er hat auf jeder Seite eine kleine Klangarkade, darüber einen Dachreiter, der mit Turmkugel und Kreuz abschließt.

## Ausstattung
Der überwiegende Teil der Kirchenausstattung konnte aus der Stadtkirche gerettet werden. Darunter befand sich ein Epitaph, das an den 1594 verstorbenen Joachim von der Schulenburg erinnerte. Es dient nach der Umsetzung 1948 als Altar und wird im Dehio-Handbuch als eine „hervorragende Arbeit der sächsischen Bildhauerkunst“ bewertet. Das Werk ist auf das Jahr 1597 datiert und stellt eines der Hauptwerke der Brüder Michael und Jonas Grünberger dar, die die Schule der Bildhauerfamilie Lorentz in Freiberg besuchten. Zum Epitaph gehörten einige Vollfiguren der Schulenburgischen Familie, die jedoch eingelagert wurden. Als Mensa dient ein Sarkophag, dahinter errichteten Handwerker einen zweizonigen Aufbau mit einer Predella, einer Ädikula mit paarweise angeordneten Säulen sowie einem doppelten Altarauszug. Das Dehio-Handbuch lobt weiterhin die „ungewöhnlich“ gut gearbeiteten Details wie beispielsweise die dort angebrachten Puttenköpfe. In der Predella sind gerahmte Szenen aus der Passion zu sehen, darüber das Abendmahl Jesu. Im Altarblatt ist die Kreuzigung Christi abgebildet, darüber die Auferstehung Jesu Christi und die Himmelfahrt. Der Aufbau wird von zwei Freifiguren, Moses und Johannes der Täufer, ergänzt, darunter zwei Reliefs mit Lukas und dem  Johannes. Zu dem Ensemble gehören zwei weitere Reliefs, die die Kreuzabnahme und die Grablegung zeigen. Sie waren zu einem früheren Zeitpunkt vermutlich über dem Hauptgebälk angebracht, hängen nun aber an der Seite.
Vermutlich ebenfalls aus der Werkstatt Grünberger stammt eine bemalte Fünte aus Sandstein, die im Jahr 1603 geschaffen und 1952 am Fuß erneuert wurde. Die Kuppa ist mit teilweise beschädigten Reliefdarstellungen verziert. Die Kanzel sowie die Schiffswände sind mit weiteren hölzernen Reliefs sowie Schnitzfiguren ausgestattet, die zuvor zum Altar der Stadtkirche gehörten. Oberhalb der Kanzel hängt das Spittelkruzifix aus der Zeit um 1500, das zuvor am Hospital angebracht war.
Die Hufeisenempore ist zweigeschossig ausgeführt und wird im Norden eingeschossig bis zum Chor verlängert. Auf der Empore erinnert eine Holztafel an die Gefallenen aus dem Ersten Weltkrieg. Die Inschrift lautet: „Für’s Vaterland / Liessen ihr Leben im Weltkriege 1914–1918 / In treuem Gedenken – die Land-Kirchengemeinde Lieberose“, gefolgt von einer Auflistung der Gefallenen.